# 25 To Live
25 to Live концертний альбом німецького хеві-метал гурту Grave Digger записаний в  Directv Music Hall, Сан-Паулу, Бразилія 7 травня 2005 року. Також виданий на DVD.

## Список композицій
Диск 1
1. "Passion (Intro)"
2. "The Last Supper"
3. "Desert Rose"
4. "The Grave Dancer"
5. "Shoot Her Down"
6. "The Reaper"
7. "Paradise"
8. "Excalibur"
9. "The House"
10. "Circle of Witches"
11. "Valhalla"
12. "Son of Evil"
13. "The Battle of Bannockburn"
14. "The Curse of Jacques"

Диск 2
1. "Grave in the No Man's Land"
2. "Yesterday"
3. "Morgane LeFay"
4. "Symphony of Death"
5. "Witchunter"
6. "The Dark of the Sun"
7. "Knights of the Cross"
8. "Twilight of the Gods"
9. "The Grave Digger"
10. "Rebellion"
11. "Rheingold"
12. "The Round Table"
13. "Heavy Metal Breakdown"

## Учасники
- Кріс Болтендаль - вокал
- Манні Шмідт -гітара
- Йенс Бекер - бас-гітара
- Штефан Арнольд - ударні
- Ханс HP катценбург - клавішні